# 全仁澤
全仁澤（1952年6月18日—），韓國男演員，1976年MBC第8期公開招募演員。

## 經歷
- MBC第16代演員室長

## 演出作品

### 電視劇
- 1993年：MBC《一枝梅》
- 1994年：MBC《最後的勝負》飾演 柳學洙
- 1998年：MBC《向日葵》飾演 賢宇的哥哥
- 1998年：KBS《王與我》
- 1999年：MBC《為你瘋狂》
- 2001年：KBS《明成皇后》飾演 李容翊
- 2002年：KBS《張禧嬪》
- 2003年：MBC《大長今》飾演 鄭允壽
- 2003年：MBC《茶母》飾演 朴德壽
- 2003年：MBC《1%的可能性》飾演 泰河的父親
- 2005年：MBC《第5共和國》
- 2005年：MBC《加油！金順》飾演 再熙的父親
- 2005年：SBS《流行70》
- 2005年：MBC《辛旽》飾演 李穑
- 2006年：MBC《有多愛》
- 2007年：SBS《藍魚》
- 2008年：MBC《聚光燈》飾演 友珍的父親
- 2009年：SBS《燦爛的遺產》飾演 高平仲
- 2009年：MBC《2009外人球團》飾演 孫秉鎬
- 2010年：MBC《蒲公英家族》飾演 孫丙浩
- 2010年：MBC《跳動的心》飾演 九尚滿
- 2011年：JTBC《仁粹大妃》飾演 嚴自治
- 2012年：SBS《幽靈》飾演 趙炅炆
- 2013年：SBS《張玉貞，為愛而生》飾演 朝鮮顯宗
- 2013年：SBS《來自星星的你》飾演 宜花的父親
- 2014年：MBC《來了！張寶利》飾演 朴仲夏
- 2015年：MBC《明天也勝利》飾演 韓太成
- 2016年：KBS《太陽的後裔》飾演 劉英根
- 2016年：Naver tvcast《Tomorrow Boy》
- 2017年：KBS《無窮花開了》飾演 車尚哲
- 2022年：KBS《黄金面具》饰演 刘大成

### 電影
- 1991年：《青春肖像》

## 獲獎
- 2003年：MBC演技大賞功勞獎

## 外部連結
- NAVER（页面存档备份，存于）